# Halmstads Stenhuggeri AB
Halmstads Stenhuggeri AB var ett stenbrytande företag i Halmstad, som bildades 1876 för att bryta sten och tillverka tuktad gatsten i Söndrum, framför allt för export till Danmark. Fyrkantiga, släta gatstenar ersatte där kullersten. Från Söndrum skeppades stenen direkt utan mellanlastning.
En av grundarna var Fredrik Edvin Bissmark, som var vd för bolaget till sin död 1885, varefter han efterträddes av sonen Carl Bissmark.
År 1894 köptes stenbrottet av den tyska firman Nic. Petersen i Flensburg, som omvandlade brytningen till ett storbrott med ett nytt produktionssystem och ett spårbundet transportsystem. Den nya ägaren inköpte också stenbrottet i Hjälmedal i Brastads socken i Bohuslän. Sten såldes till Danmark, Tyskland och Storbritannien. Makadam, som såldes framför allt till Köpenhamn i Danmark, producerades från 1894 av skrotstenen i en stenkross, som åstadkom mycket vitt damm och kallades för "Vita huset".
Gatsten klövs maskinellt. För transporter inom området fanns en av brittiska specialister konstruerad linbana, som kallades "Blondinen" efter fransmannen Charles Blondin, som blivit känd genom att gå på spänd lina över Niagarafallen.
Investeringarna i Hjälmedal i Bohuslän ökade under de sista åren på 1890-talet, då bland annat en rälsbana anlades ned till en utbyggd kaj och ångkranar införskaffades. I början på 1900-talet var huvuddelen av bolagets produktion förlagd till ett antal stenbrott i Bohuslän. För att genomföra en stor satsning i Rixö i Brastads socken krävdes ytterligare kapital och hösten 1905 bildades Skandinaviska Granit AB, som tog över alla stenhuggerier som tillhört Halmstad Stenhuggeri AB. Efter några år tycks halmstadsbolaget upphört som företag. 

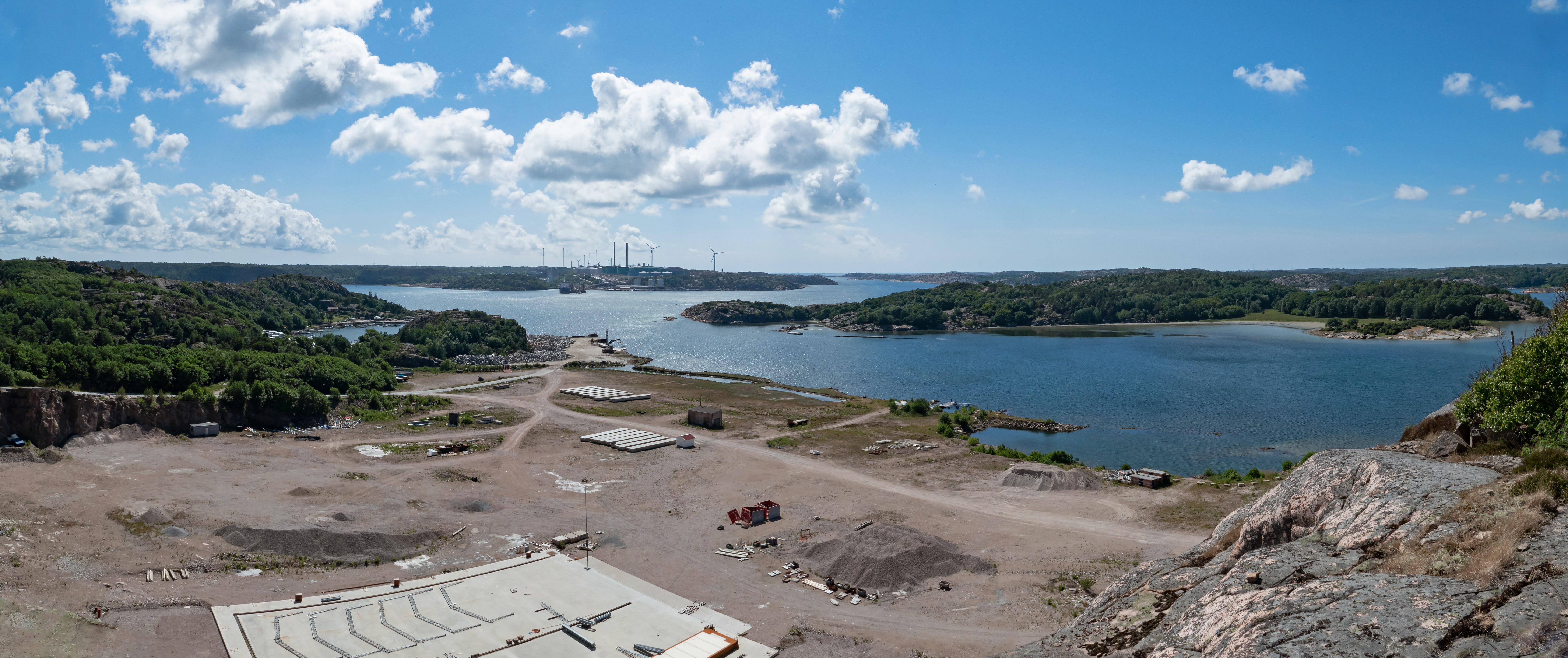
Det tidigare stenbrottet i Rixö.

Skandinaviska Granit AB drev stenbrottet i Söndrum till 1965.